# کنشکین

## معرفی روستا
کنشگین روستایی در استان قزوین است. این روستا در ۴۵ کیلومتری شهر قزوین و ۳۰ کیلومتری شهر تاکستان و جز دهستان قاقازان غربی در ارتفاع ۱۷۰۰ متری از سطح دریا در منطقه‌ای کوهپایه‌ای قرار دارد. البته این روستا در آن منطقه به کنشگین معروف است. اهالی این روستا به زبان ترکی آذربایجانی صحبت می‌کنند و پیرو مذهب تشیع هستند.
1. ↑  ایران دهیار